# Caryothraustes
Caryothraustes é um género de ave da família Cardinalidae.

## Espécies
- Caryothraustes canadensis (Linnaeus, 1766)[4]
- Caryothraustes poliogaster (Du Bus de Gisignies, 1847)[5]